# مارك ريتشاردز (لاعب اتحاد الرغبي)
مارك ريتشاردز (بالإنجليزية: Mark Richards)‏ هو لاعب اتحاد الرغبي جنوب أفريقي، ولد في 9 سبتمبر 1989 في سبرينغز ‏ في جنوب أفريقيا.